# Kanton Couzeix
Couzeix is een kanton van het Franse departement Haute-Vienne. Het kanton maakt deel uit van het arrondissement Limoges.

Het telt 20.278 inwoners in 2018.

Het kanton werd gevormd ingevolge het decreet van 20 februari 2014 met uitwerking op 22 maart 2015, door de gemeenten van het opgeheven kanton Nieul samen te voegen met de gemeente Couzeix uit het opgeheven kanton Limoges-Couzeix.

## Gemeenten
Het kanton omvat volgende gemeenten:
- Chaptelat
- Couzeix
- Nieul
- Peyrilhac
- Saint-Gence
- Saint-Jouvent
- Veyrac